# 小河墓地
小河墓地位于中華人民共和國新疆维吾尔自治区巴音郭楞蒙古自治州若羌县、罗布泊地区孔雀河下游河谷南约60公里的罗布沙漠中，为小河文化遗址。2013年，中国国务院公布为第七批全国重点文物保护单位（古墓葬）。
墓地名称来于孔雀河向南流出的一条支流——“小河”。而“小河”则由1934年进入小河墓地的瑞典考古家弗克·贝格曼命名。
2024年，考古學家在小河墓地發現了一塊保存完好的起司殘留物，經分析證實其歷史可追溯至約3600年前，是人類目前已知最古老的起司之一。。